# Djiliza
Djiliza (in armeno Ջիլիզա?) è un comune di 220 abitanti (2001) della Provincia di Lori in Armenia.